# Ciclos Gladiator
La Compañía Ciclos Gladiator (conocida como Clément-Gladiador a partir de 1896), fue un fabricante francés de bicicletas, motocicletas y coches basado en Le Pré-Saint-Gervais, Seine.
Durante su vida productiva (desde 1891 hasta su cierre en 1920), la compañía tuvo distintos propietarios: los fundadores Alexandre Darracq y Paul Aucoq; a partir de 1896 la compañía "Clément, Gladiator & Humber" (renombrada en 1901 como "Société Française des Cycles Clément & Gladiator"); y desde 1906 'Vinot et Deguingand'.

## Fabricación de bicicletas

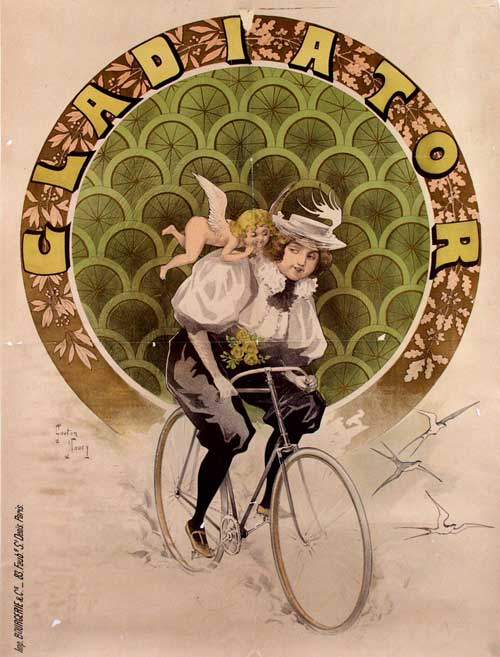
Cartel por Gaston Noury

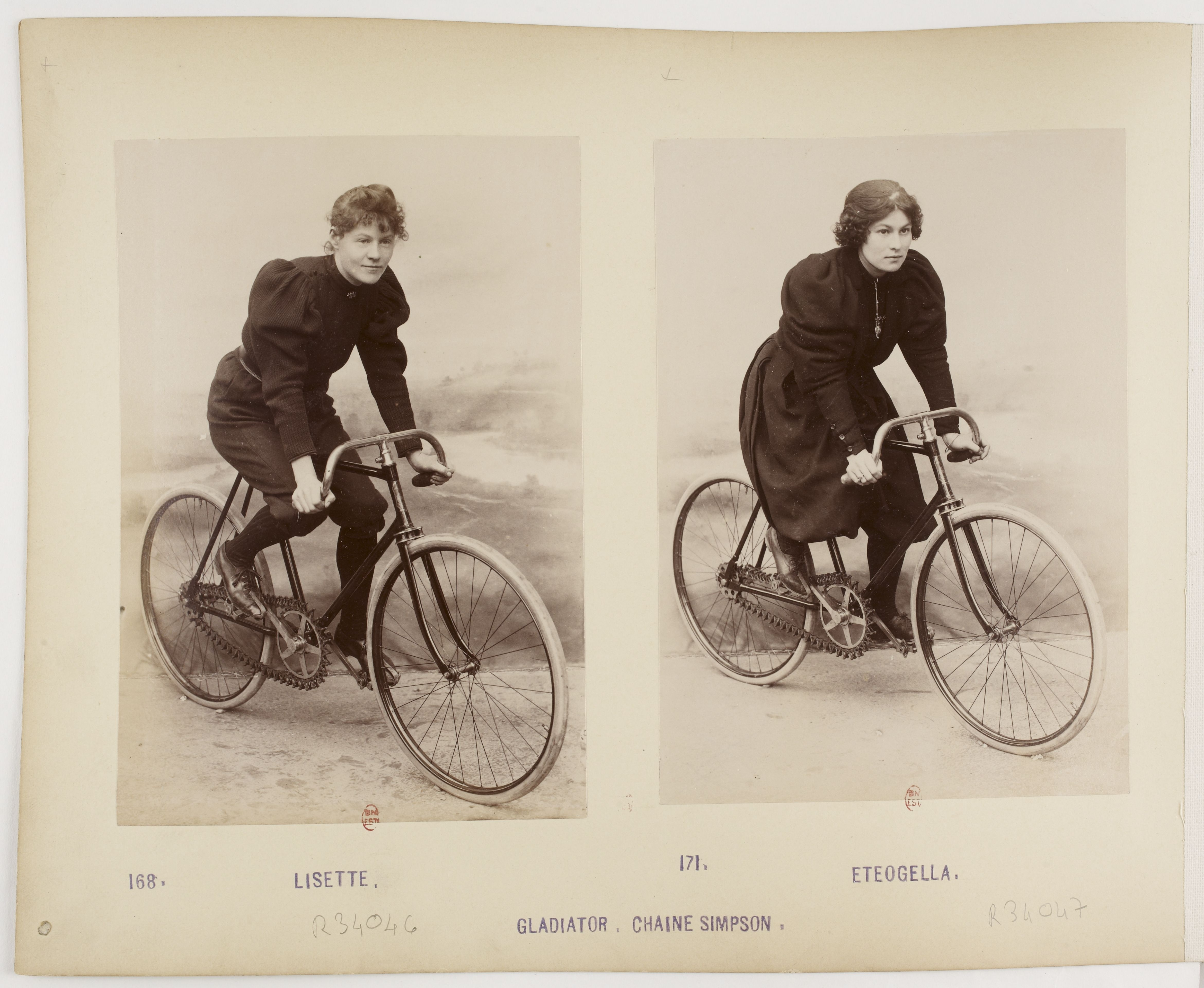
Bicicletas Gladiator, 1896

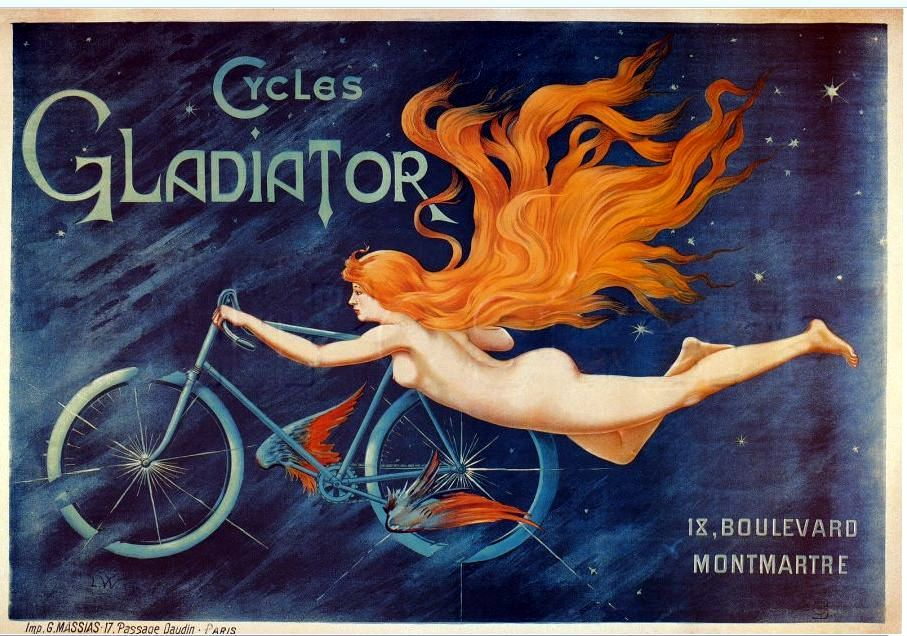
Cartel por Georges Massias

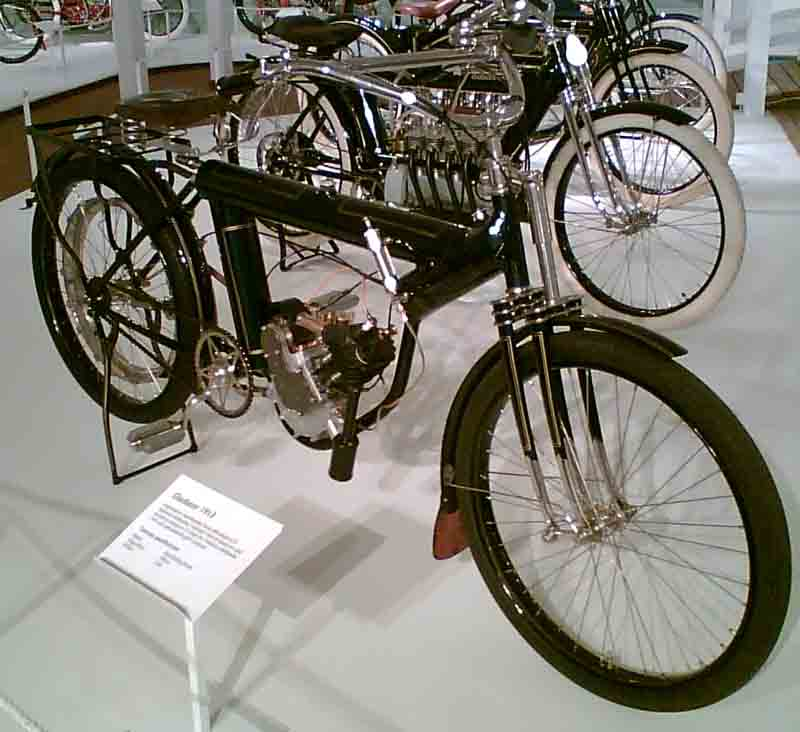
Bicicleta motorizada Gladiator, 1913

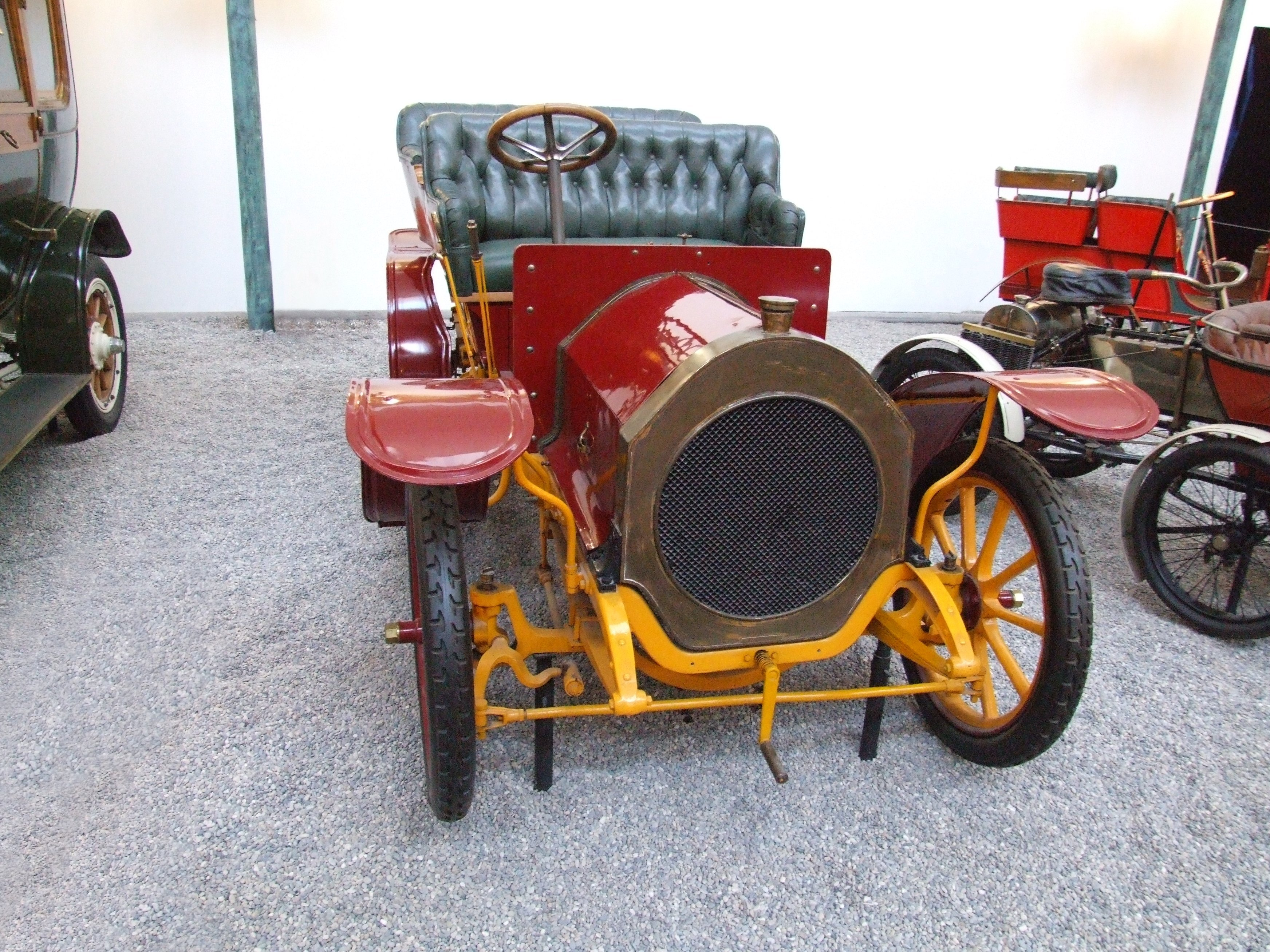
Gladiator Doble Phaeton de 1907, 2 cilindros, 2423 cc, 12 PS, 45 km/h, en Cité de l'Automóvil, Musée National-Colección Schlumpf, Mulhouse, Francia

### Ciclos Gladiator
La compañía fabricante de biciclos fue fundada en Le Pré-Saint-Gervais (Seine), al noreste de París, por Alexandre Darracq y Paul Aucoq en 1891.

### Ciclos Clément-Gladiator
En 1896, Adolphe Clément (propietario de los derechos de la extremadamente provechosa fabricación de los neumáticos Dunlop en Francia) se unió al consorcio dirigido por el fundador de Dunlop Harvey Du Cros para comprar la Compañía Ciclos Gladiator, que fusionaron en un importante conglomerado de fabricación de bicicletas denominado "Clément, Gladiador & Humber & Co Limited". La gama de bicicletas fue ampliada con triciclos, cuatriciclos, una bicicleta motorizada en 1902, y a continuación coches y motocicletas.

## Fabricación de ciclos motorizados

### Clément y Gladiator
Desde 1895, ciclos Clément también había empezado a centrarse en vehículos motorizados. En 1902 lanzaron una bicicleta motorizada con un motor de 142 cc, incorporado tanto a los modelos de Clément como a los de Gladiator. En Gran Bretaña estas populares bicicletas motorizadas eran conocidas como "Clément-Garrard".

## Fabricación de automóviles

### Automóviles Clément-Gladiator
Después de la fusión de 1896, la gama de modelos fue expandida, y en 1902 la bicicleta motorizada llevó a la fabricación de coches y motocicletas.(Véase ciclos Gladiator-Clément)
Desde 1901, los coches Clément-Gladiator fueron construidos en la fábrica Levallois-Perret, y en 1902 la producción superaba los 1000 coches anuales, con más de 800 unidades vendidas en Inglaterra. Algunos de estos coches fueron equipados con los motores fabricados cerca de Saint-Denis (París) por Aster en configuraciones de uno, dos, o cuatro cilindros.
La compañía fue dividida en 1903: por un lado, Charles Chetwynd-Talbot dirigiendo "Clément-Talbot Ltd", con Adolphe Clément-Bayard como accionista de referencia; y por otro lado, la rama francesa "Clément-Gladiator" (origen de "Clément-Bayard"), en manos del propio Clément.
Después de 1903 el nombre Clément-Gladiator continuó siendo utilizado en la carrocería de los coches de transmisión cardán fabricados en los talleres previos a la factoría de Saint Gervais, mientras que los vehículos con tracción por cadena eran comercializados con la marca Gladiator. La marca Clément dejó de usarse en 1907, y en 1909, otro fabricante francés, Vinot et Deguingand, compró Gladiator y transfirió la producción a Puteaux. En este período el taller de Saint Gervais volvió a fabricar bicicletas.
El nombre Gladiator desapareció de los coches en 1920.

Gladiator 3 1/2HP Phaeton de 1899
Gladiator 3 1/2HP Phaeton de 1899
Gladiator 6 1/2HP Tonneau de 1900
Gladiator 6 1/2HP Dos-seater de 1901
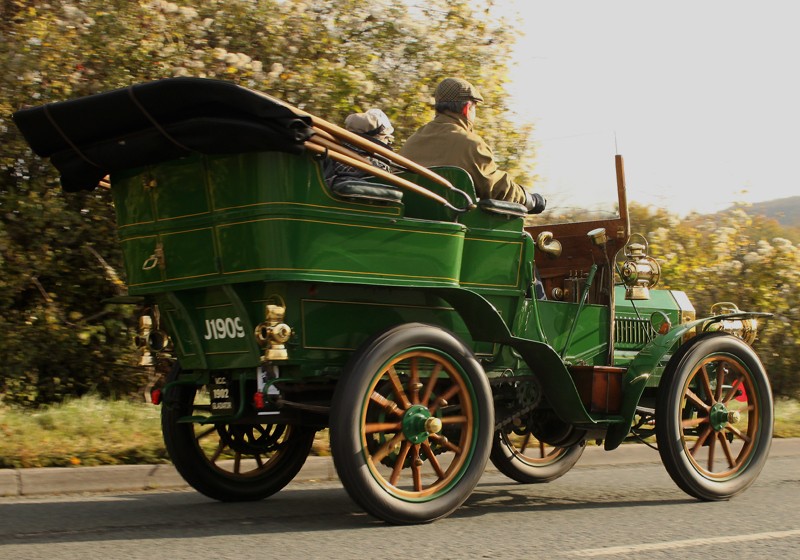
Gladiator 10HP Tonneau de 1902

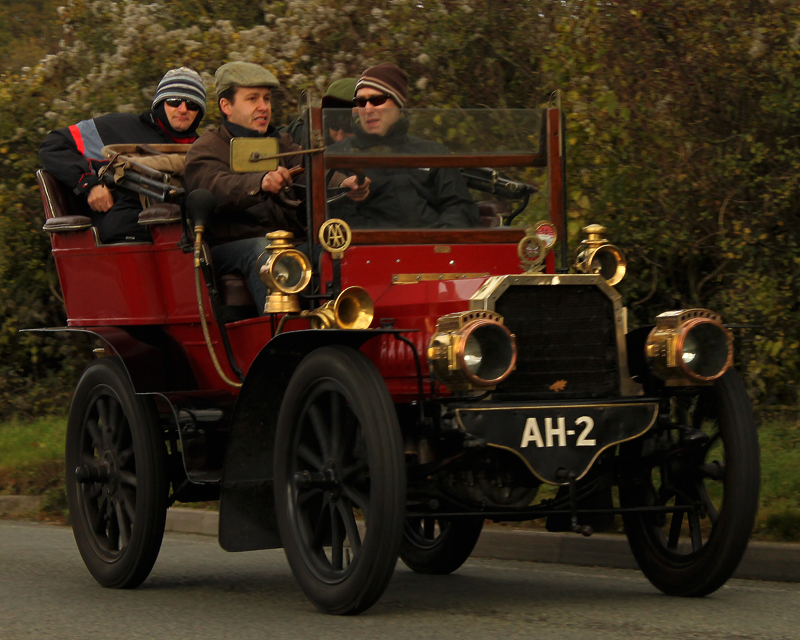
Gladiator 10HP Tonneau de 1903
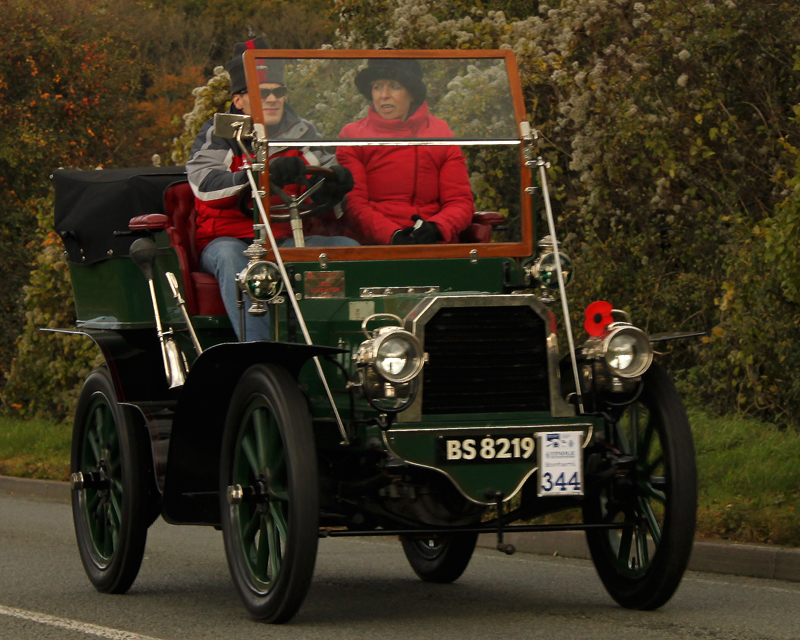
Gladiator 10HP; entrada trasera tonneau de 1903
Gladiator 10HP Tonneau (347) de 1903 y Renault 10/12 HP Tonneau (355) de 1903
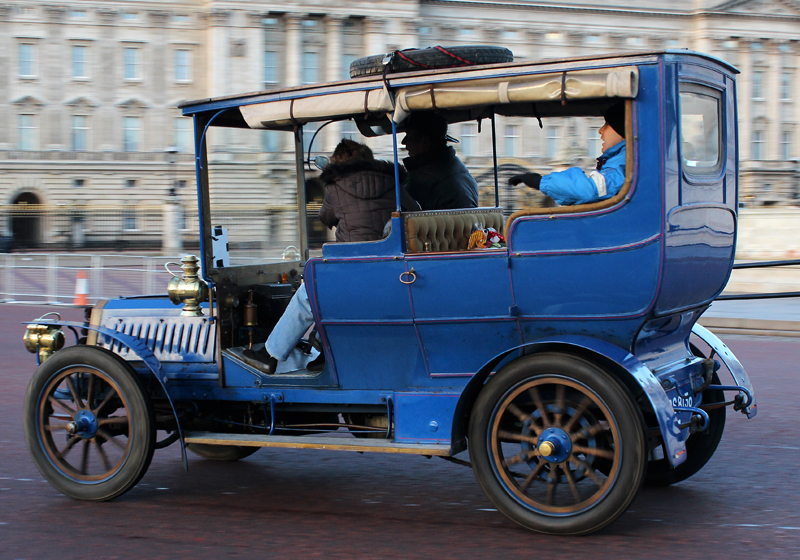
Gladiator 14 HP Demi-limusina de 1904
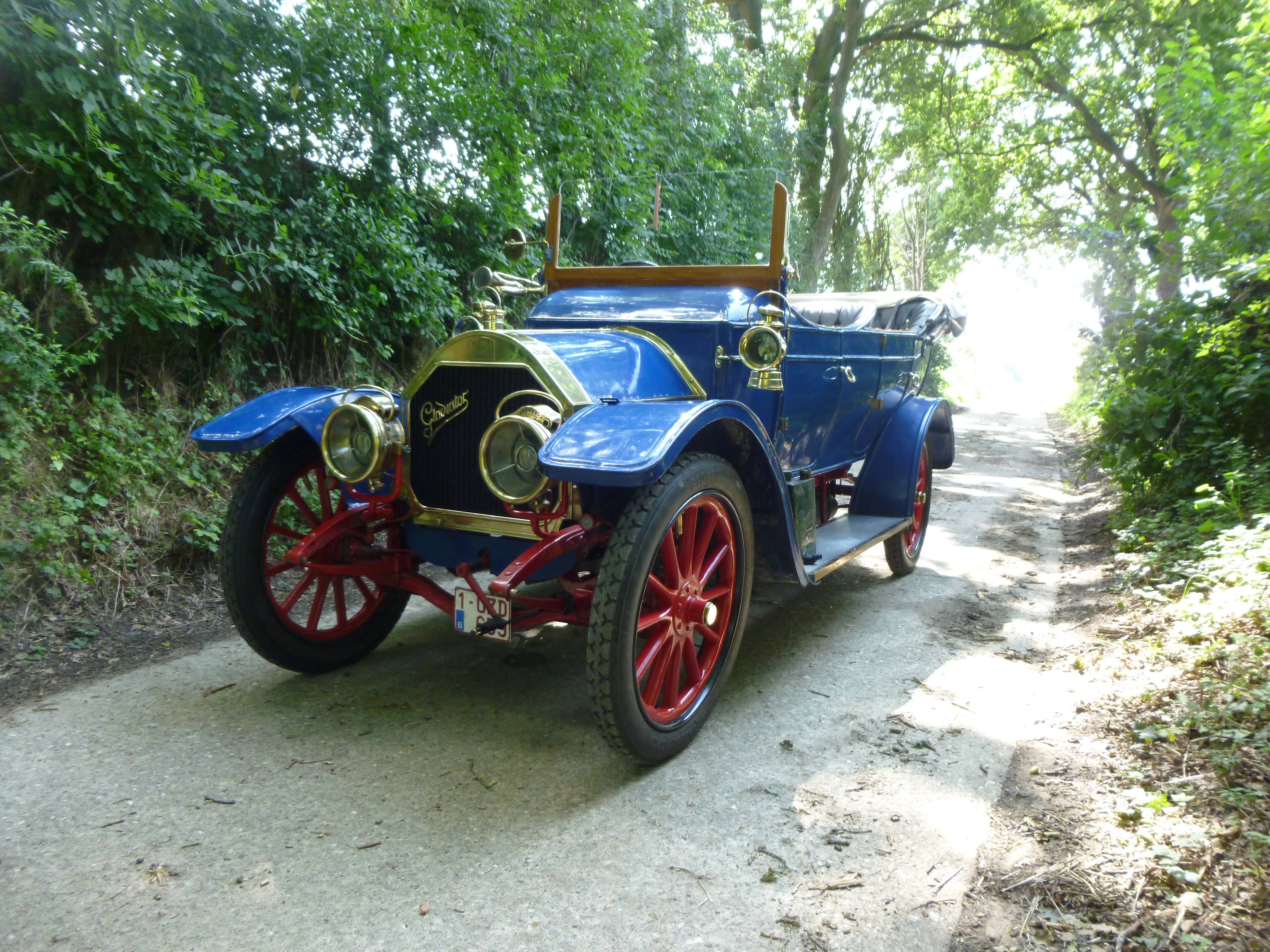
Gladiator Tipo P 1910

## Fabricación de armas
Durante la Primera Guerra Mundial, la fábrica Gladiator de Le Pré-Saint-Gervais se sumó al esfuerzo de guerra nacional francés y produjo armas a partir de 1915. Gladiator fue el principal productor de la ametralladora ligera Chauchat. El gerente general, Paul Ribeyrolles, participó en el diseño del Chauchat y otras armas pequeñas francesas durante la guerra, así como en el diseño de prototipos de edición muy limitada, como el fusil de asalto Ribeyrolles 1918, u otros que fueron rechazados para su producción, como el  subfusil Chauchat-Ribeyrolles 1918.